# Josep Rius i Riba
Josep Rius i Riba (Mataró, Maresme, 28 d'octubre de 1786 – 21 d'octubre de 1857), fou un sacerdot escolapi, pedagog, literat i historiador.

## Biografia
Fill d'una família de mariners, es formà al col·legi escolapi de Santa Anna de la seva ciutat. Una escola gratuïta amb un notable nivell acadèmic, ja que era, des de 1742, el centre de formació en filosofia i teologia dels futurs membres de l'orde. Allà fou deixeble del pare Jaume Vada i del pare Lluís Barberí.
Josep Rius ingressà a l'Escola Pia, on va professar l'any 1801. Exercí la docència a les Escoles Pies de Moià (1807-1810), Mataró (1810-1823 i 1828-1833) i Sabadell (1823-1828). De l'època de la seva primera estada a Moià i Mataró són les seves Observaciones sobre la guerra de España contra Bonaparte.
Fou professor de gramàtica i de retòrica. Un "dels més remarcables professors de llatinitat, d'oratòria i poesia" segons el parer de Pere Labernia. En són testimoni el conjunt de publicacions dels exercicis de final de curs que es publiquen entre 1814 a 1823. En 1833 fou nomenat rector de les Escoles Pies Moià, on l'exèrcit carlí incendià la vila i la seva escola el 1837.
Com a escolapi, treballà per estendre l'educació popular a tots els infants i comarques del país. La mateixa supressió de l'Escola Pia com a orde religiós (1835-1845), la va veure com una possibilitat d'una més àmplia expansió, sense traves ni limitacions: l'esperit de Calassanç era el fonamental per seguir avançant. Idees que aplega a la seva Manifestación presentada a las Cortes y a su Majestad la Reina Gobernadora del modo cómo podrían servirse del Instituto de las Escuelas Pías de 1837.
Un any després que les Corts espanyoles aprovaren la restauració de l'Escola Pia a Espanya amb la condició de regir-se en qüestions d'ensenyament a les lleis de l'Estat, esdevé rector del col·legi de Mataró (1846-1857). On va treballar per adaptar-se a la nova organització educativa liberal que implantava el Pla Pidal de 1845 i instaurà el batxillerat al centre. Uns estudis que eren finalistes i fornien d'una preparació i cultura adequada a les classes mitjanes i altes vuitcentistes. Tot i la dificultosa convivència durant molt de temps amb la guarnició militar de Mataró, allotjada per ordre del capità general a l'ala dedicada als alumnes interns del col·legi de Santa Anna.

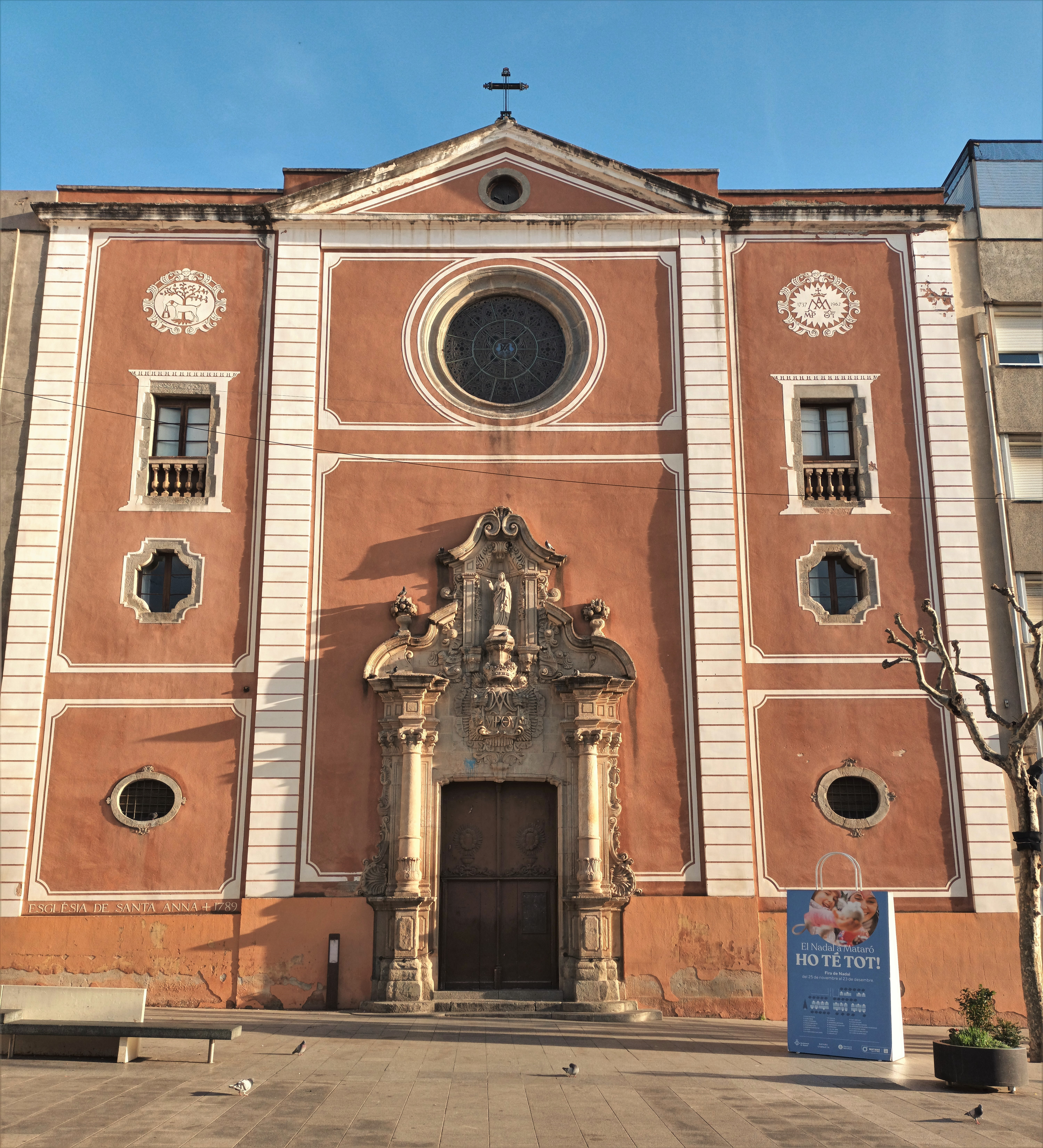
Façana barroca de l'església de l'Escola Pia de Mataró de la qual fou rector Josep Rius

No sense dificultats, assolí el reconeixement i aprovació del rectorat de la Universitat de Barcelona. Que considerà molt positivament l'organització educativa del col·legi de Santa Anna portada a terme pel pare Rius. Aquest seguia així la política escolàpia impulsada per Jacint Feliu i Utzet, restaurador de l'orde nomenat per la Santa Seu. Un fet que, com apunta Alexandre Galí, significava una certa alteració de la línia d'escola popular i gratuïta dels escolapis que potser els temps imposaven.
Col·laborà aportant les dades sobre economia, agricultura, societat i territori de Mataró al Diccionario Geográfico de Pascual Madoz. que són fonts per conèixer el Mataró del segle xix.
Josep Rius morí 21 d'octubre de 1857, essent rector de les Escola Pia de Santa Anna de Mataró.
En reconeixement de l'obra historiogràfica de Josep Rius, durant el primer franquisme un grup d'historiadors mataronins liderats per l'erudit doctor Félix Castellà i l'historiador Marià Ribas crearen, el 1952, el "Cercle d'Estudis Històrics Pare Rius, escolapi".

## Llengua i història
Josep Rius a més de la docència en l'àmbit de la llengua i la literatura, conreà l'assaig literari i la poesia. Com molts catalans coetanis que subscrivien la construcció d'Espanya com estat nació, es decantà per l'ús del castellà com a llengua de cultura i pensà que aquella llengua era cridada a ser l'única a Espanya.
En aquesta línia, en un moment que l'òpera era una de les expressions culturals amb més adeptes, Rius publicà, el 1840, Ópera española. Ventajas que la lengua castellana ofrece para el melodrama. En aquesta monografia es planteja la viabilitat d’arribar a tenir una òpera nacional a partir de defensar la viabilitat del castellà per ser cantat als teatres d’òpera. El seu pressupòsit nacionalista era de tipus literari, com l’obra de Sinibald de Mas, Sistema musical de la lengua castellana de 1832. Obra que també influí sobre la tragèdia que escrigué Josep Rius intitulada Tragedia en honor de las SS. VV. y MM. Juliana y Semproniana o La Gloria de Iluro, Tot i això, Joan Maluquer i Viladot, en l'onada que estimula Renaixença, qualifica a Josep Rius i la seva La Gloria de Iluro, com un del precedents del moviment de recuperació de la llengua i la cultura pròpies.
En aquesta tessitura per demostrar que la llengua castellana era adient per la composició operística traduí El Belisario (de Cammarano i Donizetti).
La història i l'arqueologia foren una altra dels camps d'estudi del pare Josep Rius. Especialment en els anys que per llei visqué exclaustrat a Mataró (1839-1845). Aplegar i classificà multitud de dades i testimonis sobre la història de local, especialment de l'època romana. El seu estudi sobre una làpida romana excavada, el 1814, al centre de la ciutat li permeté situar la Iluro romana al mateix lloc de Mataró. Aplegà aquests treballs a Memorias históricas de la ciudad de Mataró editades pòstumament el 1866.

## Obres
- "Oda" dins Ejercicios literarios. Mataró, 1817;

- "De publica et domestica educatione recte coniungenda" dins Ejercicios literatios. Mataró, 1821;

- "De communis privataeque amicitiae bonis eaque sapienter instituenda et religióse servanda" i "El naufrago en salvo" dins Ejercicios de bellas letras. Mataró, 1822.

- "De latinae linguae studio" Ejercicios literarios. Sabadell, 1826.

- Tragedia en honor de las SS. VV. y MM. Juliana y Semproniana o La Gloria de Iluro. Barcelona, Bergnes, 1834;

- Manifestación presentada a las Cortes y a su Majestad la Reina Gobernadora del modo cómo podrían servirse del Instituto de las Escuelas Pías. Barcelona, Bergnes, 1837

- Opera española: ventajas que la lengua castellana ofrece para el melodrama demostradas con un ejemplo práctico en la traducción de la ópera italiana “El Belisario”. Juicio de esta ópera. Discurso en que se manifiesta la necesidad y conveniencia de Opera nacional. Barcelona, J. Verdaguer, 1840;

- Exhortación a los Guardias nacionales de los dos batallones de la ciudad de Mataró en la bendición de sus banderas. Barcelona, J. Verdaguer, 1841.

- Sermón de la milicia angélica. Mataró, 1855

- Memorias históricas de la ciudad de Mataró. Mataró, 1866.